# 76. østlige længdekreds
Den 76. østlige længdekreds (eller 76 grader østlig længde) er en længdekreds, der ligger 76 grader øst for nulmeridianen. Den løber gennem Ishavet, Asien, det Indiske Ocean, det Sydlige Ishav og Antarktis.